# هاري كروس
هاري كروس (بالإنجليزية: Harry Cross)‏ هو كاتب أمريكي، ولد في 9 سبتمبر 1881 في نيو بريتن في الولايات المتحدة، وتوفي في 3 أبريل 1946 في نيويورك في الولايات المتحدة.